# Lagrangiaan
In de mechanica is de lagrangiaan een functie van zogenaamde gegeneraliseerde coördinaten en gegeneraliseerde snelheden, die samen met een stel differentiaalvergelijkingen gebruikt kan worden om de bewegingsvergelijkingen van een systeem af te leiden. Preciezer gezegd is de lagrangiaan het verschil tussen de kinetische en de potentiële energie van het systeem.  Deze methode om het gedrag van een systeem te bepalen wordt het lagrange-formalisme genoemd, naar de wiskundige Joseph-Louis Lagrange die het in 1782 introduceerde. De integraal van de Lagrangiaan over de tijd geeft de actie van een systeem.

## Wiskundige formulering
Een systeem met {\displaystyle N} onderscheidbare objecten beweegt zich door de 3-dimensionale ruimte, zodat de positie van dat systeem in principe met 3N coördinaten beschreven kan worden. Vaak heeft het systeem beperkingen in zijn bewegingsmogelijkheden, die 'constraints' of 'bindingen' genoemd worden. Deze constraints kunnen betrekking hebben op de onderlinge bewegingen van de onderscheidbare onderdelen en op de bewegingen van het hele systeem door de 3-dimensionale ruimte. Is het aantal constraints {\displaystyle k}, dan kan de werkelijke positie met {\displaystyle 3N-k=n} gegeneraliseerde coördinaten {\displaystyle q_{1},q_{2},\ldots ,q_{n}} beschreven worden, waarin die 'constraints' ingecalculeerd zijn. Het aantal vrijheidsgraden van het systeem is dan {\displaystyle n.} Het voordeel van deze gegeneraliseerde coördinaten is dat die onderling echt onafhankelijk zijn. Er is echter wel een conversie nodig van het standaard cartesisch coördinatenstelsel naar het gekozen gegeneraliseerde coördinatenstelsel. Hierdoor zal bijvoorbeeld de betrekkelijk eenvoudige uitdrukking voor de kinetische energie van een puntmassa waarschijnlijk ingewikkelder worden.
Een voorbeeld is een karretje op een achtbaan, dat weliswaar in een 3-dimensionale ruimte beweegt, maar niettemin slechts 1 vrijheidsgraad heeft, omdat de rails niet verlaten kunnen worden (als alles goed gaat). De enige {\displaystyle q}-coördinaat van dit karretje is de afgelegde weg langs de rails.
Twee losse knikkers die in een kom heen en weer rollen, vormen een ander voorbeeld. Als die kom een bolvormige bodem heeft, ligt het voor de hand om op bolcoördinaten over te gaan. De positie van elke knikker kan met twee coördinaten op het bodemoppervlak beschreven worden, zodat het systeem van twee knikkers in totaal 4 vrijheidsgraden heeft. Worden de knikkers door een starre staaf met elkaar verbonden, dan moet dat in een extra 'constraint' uitgedrukt worden, die ten koste gaat van een vrijheidsgraad. Er blijven dan drie vrijheidsgraden over: twee voor de positie van het zwaartepunt van deze constructie op het bodemoppervlak en een voor de rotatiestand ervan in het bordoppervlak.
De afgeleiden van deze onafhankelijke variabelen naar de tijd (de gegeneraliseerde snelheden) worden aangeduid door {\displaystyle {\dot {q}}_{1},{\dot {q}}_{2},\ldots ,{\dot {q}}_{n}}. De actuele bewegingstoestand van het systeem ligt vast in de actuele waarden van {\displaystyle q_{1},q_{2},\ldots ,q_{n}} en {\displaystyle {\dot {q}}_{1},{\dot {q}}_{2},\ldots ,{\dot {q}}_{n}}.  De kinetische energie {\displaystyle T} van het systeem kan uitgedrukt worden in deze gegeneraliseerde snelheden:
{\displaystyle T=T({\dot {q}}_{1},{\dot {q}}_{2},\ldots ,{\dot {q}}_{n})}
en de potentiële energie {\displaystyle V} in het algemeen als:
{\displaystyle V=V(q_{1},q_{2},\ldots ,q_{n},{\dot {q}}_{1},{\dot {q}}_{2},\ldots ,{\dot {q}}_{n})}
In een conservatief systeem, een systeem waarin geen kinetische of potentiële energie verloren gaat aan wrijving, is {\displaystyle V} niet afhankelijk van de gegeneraliseerde snelheden:
{\displaystyle V=V(q_{1},q_{2},\ldots ,q_{n})}

## Fysische definitie
In klassieke mechanica is de lagrangiaan {\displaystyle L} gedefinieerd als het verschil van de kinetische energie {\displaystyle T} en de potentiële energie {\displaystyle V}
{\displaystyle L_{r}=T-V=L_{r}({\vec {r}},{\dot {\vec {r}}},t)}
De lagrangiaan is een functie van de plaats, de snelheid en de tijd.
Uitgaande van de klassieke bewegingsvergelijking van Newton kan afgeleid worden dat de bepaalde integraal over de tijd van de lagrangiaan {\displaystyle L} een extreme waarde moet hebben. Dit is de actie-integraal. Hierbij worden de standaard plaats- en snelheidsvectoren {\displaystyle {\vec {r}}} en {\displaystyle {\dot {\vec {r}}}} met behulp van de {\displaystyle k} constraints omgezet in {\displaystyle n} gegeneraliseerde variabelen {\displaystyle q_{i}} en {\displaystyle {\dot {q}}_{i}}, met {\displaystyle 1\leq i\leq n}.
Hiermee is Maupertuis' principe van de kleinste werking ofwel actie wiskundig geformuleerd als een standaardprobleem van de variatierekening. Dankzij de onderlinge onafhankelijkheid van de gegeneraliseerde coördinaten {\displaystyle q_{i}} en de bijbehorende gegeneraliseerde snelheden {\displaystyle {\dot {q}}_{i}} leidt dit tot een stelsel van {\displaystyle n} 2e-orde-bewegingsvergelijkingen van Euler-Lagrange:
{\displaystyle {\frac {\mathrm {d} }{\mathrm {d} t}}\left({\frac {\partial L_{q}}{\partial {\dot {q}}_{i}}}\right)-{\frac {\partial L_{q}}{\partial q_{i}}}=0\quad (i=1,2,\ldots ,n)}
Uit een bewegingsvergelijking kan met behulp van beginvoorwaarden de bewegingstoestand als functie van de tijd afgeleid worden in het gegeneraliseerde coördinatenstelsel.

## Voorbeelden

### Massa aan veer
We bekijken een voorwerp met massa {\displaystyle m} aan een veer met veerconstante {\displaystyle C} en voldoet aan de wet van Hooke. De uitrekking van de veer wordt beschreven met 1 gegeneraliseerde coördinaat {\displaystyle u} in een lengte-eenheid, met bijbehorende gegeneraliseerde snelheid {\displaystyle {\dot {u}}}, waarmee de volgende beperking wordt vastgelegd: massa {\displaystyle m} kan slechts langs een willekeurige rechte lijn in de 3-dimensionale ruimte bewegen. In dit systeem is de kinetische energie gelijk aan
{\displaystyle T={\tfrac {1}{2}}m{\dot {u}}^{2}}
en de potentiële energie is
{\displaystyle V={\tfrac {1}{2}}Cu^{2}}
Dit houdt in dat de lagrangiaan gegeven wordt door
{\displaystyle L=T-V={\tfrac {1}{2}}m{\dot {u}}^{2}-{\tfrac {1}{2}}Cu^{2}}
De partiële afgeleide van {\displaystyle L} naar {\displaystyle {\dot {u}}} is {\displaystyle m{\dot {u}}}, en de partiële afgeleide naar {\displaystyle u} is {\displaystyle -Cu}.  De euler-lagrange-vergelijking van het systeem wordt dus
{\displaystyle {\frac {\mathrm {d} }{\mathrm {d} t}}(m{\dot {u}})+Cu=0}
Als de massa {\displaystyle m} constant is, is dit een gewone lineaire 2e-orde-differentiaalvergelijking, waarvan een oplossing een ongedempte trilling is.

### Geladen deeltje in elektromagnetisch veld
De potentiële energie van een deeltje met lading {\displaystyle q} met een snelheidsvector {\displaystyle {\vec {u}}} dat zich beweegt door een scalair elektrisch potentiaalveld {\displaystyle \varphi } is {\displaystyle q\cdot \varphi } zodat de lagrangiaan eenvoudig volgt
{\displaystyle L={\tfrac {1}{2}}m{\vec {u}}\cdot {\vec {u}}-q\varphi }
Indien echter ook een vectorgrootheid {\displaystyle B}, de magnetische inductie, aanwezig is, wordt de situatie gecompliceerder. Er kan immers geen potentiële energie worden toegekend aan een geladen deeltje in een magnetisch veld. Aangezien het magnetisch veld wel degelijk de beweging van het deeltje beïnvloedt, moet de lagrangiaan als volgt uitgebreid worden: 
{\displaystyle L={\tfrac {1}{2}}mu^{2}-q\varphi +q{\vec {u}}\cdot {\vec {A}}}
met {\displaystyle A} de magnetische vectorpotentiaal behorend bij het veld {\displaystyle B.} De relatie tussen deze potentiaalfunctie en de magnetische inductie is: 
{\displaystyle {\vec {B}}=\nabla \times {\vec {A}}}
En die met de elektrische veldsterkte:
{\displaystyle {\vec {E}}=-\nabla \varphi -{\frac {\partial {\vec {A}}}{\partial t}}}
Aan de beweging van het geladen deeltje worden hier geen beperkingen opgelegd, dus de gewone cartesische coördinaten {\displaystyle x,\,y} en {\displaystyle z} kunnen als gegeneraliseerde coördinaten worden gebruikt voor de  snelheidsvector {\displaystyle {\vec {u}}}, met bijbehorende gegeneraliseerde snelheden {\displaystyle {\dot {x}},\,{\dot {y}},\,{\dot {z}}}.
De {\displaystyle x}-component van de bewegingsvergelijkingen van Lagrange wordt dan:
{\displaystyle {\frac {\mathrm {d} }{\mathrm {d} t}}{\frac {\partial L}{\partial {\dot {x}}}}={\frac {\partial L}{\partial x}}}
Invullen van de lagrangiaan levert met {\displaystyle u^{2}={\dot {x}}^{2}+{\dot {y}}^{2}+{\dot {z}}^{2}}.
{\displaystyle {\frac {\mathrm {d} }{\mathrm {d} t}}(m{\dot {x}}+qA_{x})=-q{\frac {\partial \varphi }{\partial x}}+q{\frac {\partial }{\partial x}}({\dot {x}}A_{x}+{\dot {y}}A_{y}+{\dot {z}}A_{z})}
{\displaystyle m{\ddot {x}}+q{\frac {\partial A_{x}}{\partial t}}=-q{\frac {\partial \varphi }{\partial x}}+q\left({\dot {x}}{\frac {\partial A_{x}}{\partial x}}+{\dot {y}}{\frac {\partial A_{y}}{\partial x}}+{\dot {z}}{\frac {\partial A_{z}}{\partial x}}\right)}
of na herschikken
{\displaystyle m{\ddot {x}}=-q\left({\frac {\partial \varphi }{\partial x}}+{\frac {\partial A_{x}}{\partial t}}\right)+q\left[{\dot {y}}\left({\frac {\partial A_{y}}{\partial x}}-{\frac {\partial A_{x}}{\partial y}}\right)+{\dot {z}}\left({\frac {\partial A_{z}}{\partial x}}-{\frac {\partial A_{x}}{\partial z}}\right)\right]}.
Pas nu de relatie tussen de elektrische veldsterkte {\displaystyle E} en de magnetische inductie {\displaystyle B} enerzijds en de vectorpotentiaal {\displaystyle A} anderzijds toe:
{\displaystyle m{\ddot {x}}=qE_{x}+q({\dot {y}}B_{z}-{\dot {z}}B_{y})}
Dit is precies de {\displaystyle x}-component van de bewegingsvergelijking van een geladen deeltje in een elektromagnetisch veld. Voor de overige componenten volgt iets soortgelijks, wat de voorgestelde lagrangiaan rechtvaardigt.
Als de snelheid van het deeltje niet klein is t.o.v. de lichtsnelheid geldt de relativistische lagrangiaan:
{\displaystyle L=-{mc^{2} \over \gamma }-q\varphi +q{\vec {u}}\cdot {\vec {A}}},
waarin {\displaystyle \gamma =(1-u^{2}/c^{2})^{-1/2}} de Lorentzfactor is. Zie verder lagrangiaan in het artikel elektrodynamica.

## Toepassing in de kwantummechanica
De Amerikaanse nobelprijswinnaar Richard Feynman heeft in 1948 met zijn padintegralen een heel elegant verband gelegd tussen de lagrangiaan van een mechanisch systeem en de kwantummechanische golffunctie van datzelfde systeem.

## Referentie
1. ↑  L. D. Landau, E. M. Lifshitz, The classical Theory of Fields, Pergamon Press 1975, par.16